# Мунія балійська
Му́нія балійська (Lonchura ferruginosa) — вид горобцеподібних птахів родини астрильдових (Estrildidae). Ендемік Індонезії. Раніше вважався конспецифічним з трибарвною і чагарниковою мунією.

## Опис
Довжина птаха становить 10-11 см, вага 11 г. Виду не притаманний статевий диморфізм. Спина, крила, хвіст і груди коричневі. На горлі і грудях, а також на живота чорні плями, іноді вони зливаються в одну на грудях. Голова характерно біла, надхвістя рудувато-іржасте, особливо помітне в польоті. Очі темно-карі, лапи сірі, дзьоб сизий.

## Поширення і екологія
Балійські мунії мешкають на островах Ява і Балі. Вони живуть в очеретяних і трав'янистих заростях на берегах водойм, на болотах, луках і рисових полях. Зустрічаються зграями. Живляться насінням трав. Гніздування припадає на сезон дощів. Гніздо кулеподібне, робиться з переплетених стебел і гілочок, розміщується у високій траві або в чагарниках. В кладці від 3 до 7 яєць, інкубаційний період триває приблизно 2 тижні. Будують гніздо, насиджують яйця і доглядають за пташенятами і самиці, і самці. Пташенята покидають гніздо через 3 тижні після вилуплення, однак батьки продовжують піклуватися про них ще 2 тижні.